# 豊前市立合岩中学校
豊前市立合岩中学校（ぶぜんしりつごういわちゅうがっこう）は、福岡県豊前市下川底にある公立中学校。2028年度までに八屋中、千束中、合岩中を統合し「豊前中央中学校」を開校する予定。

## 目指す生徒像
- 心優しくお互いを認め合い、互いに学力を高めあえる生徒
- 学ぶ意欲を持ち、集中力を高め主体的に学習や課題に取り組む生徒
- 情操豊かに人間関係を築ける生徒
- 志を持ち心身ともにたくましい生徒

## 学区
豊前市立合岩小学校の通学範囲である。

## 交通
- JR九州 日豊本線 「宇島駅」徒歩約2時間/車約15分